# Christian Benteke
Christian Benteke Liolo ou simplesmente Benteke (Kinshasa, 3 de dezembro de 1990) é um futebolista congolês naturalizado belga que atua como atacante. Atualmente defende o D.C. United.

## Clubes

### Inicio
Nascido em Kinshasa, emigrou com sua família para Liège na Bélgica ainda jovem.
Atuou pelo KRC Genk e Standard de Liège. Este o emprestou ao KV Kortrijk e KV Mechelen. Retornou ao KRC Genk em 2011 para no ano seguinte ser contratado pelo Aston Villa.

### Liverpool
Em 22 de julho de 2015 foi contratado pelo Liverpool por tempo de vínculo e valores não divulgados.

### Crystal Palace
Em 26 de agosto de 2016, assinou com o Crystal Palace por 4 temporadas.

## Seleção Belga
Estreou pela Seleção Belga principal em 19 de maio de 2010 numa partida amistosa contra a Seleção Búlgara em Bruxelas.
Em 2 de abril de 2014 sofreu ruptura num tendão de Aquiles em treinamentos no seu clube, com tempo de recuperação estimado em seis meses, inviabilizando qualquer possibilidade de defender sua seleção na Copa do Mundo FIFA de 2014.
Na partida válida pelas Eliminatórias da Copa do Mundo de 2018 contra Gibraltar em 10 de outubro de 2016 no Estádio Algarve, marcou três gols da vitória belga por 6–0. Além disso, quebrou a marca do samarinês Davide Gualtieri estabelecida em 1993 de gol mais rápido uma partida de Eliminatória de Copa do Mundo, ao marcar o primeiro gol aos sete segundos do jogo.

## Títulos
Standard de Liège
- Jupiler Pro League: 2008–09

### Prêmios individuais
- Jogador do mês da Premier League: abril de 2015[8]
- MLS All-Star: 2023, 2024
- Melhor X1 da MLS: 2024[9]

### Artilharias
- MLS de 2024: (23 gols)